# Neuilly-le-Vendin
Neuilly-le-Vendin är en kommun i departementet Mayenne i regionen Pays de la Loire i nordvästra Frankrike. Kommunen ligger i kantonen Couptrain som tillhör arrondissementet Mayenne. År 2022 hade Neuilly-le-Vendin 345 invånare.

## Befolkningsutveckling
Antalet invånare i kommunen Neuilly-le-Vendin
| Referens: INSEE |